# Hortoonops
Genre
Hortoonops est un genre d'araignées aranéomorphes de la famille des Oonopidae.

## Distribution
Les espèces de ce genre sont endémiques des Antilles.

## Liste des espèces
Selon World Spider Catalog (version 15.0, 2014) :
- Hortoonops excavatus Platnick & Dupérré, 2012
- Hortoonops lucradus (Chickering, 1969)
- Hortoonops portoricensis (Petrunkevitch, 1929)

## Publication originale
- Platnick & Dupérré, 2012 : The Caribbean goblin spider genera Scaphioides and Hortoonops (Araneae, Oonopidae), Part 1. American Museum Novitates, no 3751, p. 1-62 (texte intégral).